# 红辣椒 (米津玄师单曲)
《紅辣椒》（日语： / 英語：；国际音标：pəpríːkə）是由日本音樂人米津玄師作曲、作詞和製作的歌曲。這首歌曲由中小學生音樂組合Foorin演唱。這首歌曲是為日本廣播協會（NHK）的“NHK2020應援歌曲項目（〈NHK〉2020応援ソングプロジェクト）”而創作，並得到了東京奥运会组织委员会的官方認可。同時這首歌還是NHK節目《大家的歌》2018年8月和9月的推廣歌曲。實體單曲CD於2018年8月15日由MASTERSIX FOUNDATION在日本正式發行，在隨後的2019年引發日本全國轟動。
這首歌曲的音樂錄影帶在網路上已經被播放超過1億次，並發佈了舞蹈教學影片。在舞蹈影片的推動下，這首歌曲的影響力從兒童擴大到全年齡段並成為日本的社會現象。《紅辣椒》在2019年12月30日獲得第61屆日本唱片大獎。
《紅辣椒 米津玄師版》由米津玄師獨唱，成為《大家的歌》2019年8月和9月的推廣曲；而由Foorin team E演唱的英語版則在2019年12月和2020年1月成為《大家的歌》推廣曲；此外，由Foorin樂團演奏的《紅辣椒 Foorin樂團版》等諸多版本也在加緊製作中。

## 單曲概要
日本廣播協會（NHK）主辦了以“為2020年及以後為未來而努力的所有人們加油的項目”為宗旨的“NHK 2020應援Song Project”，而音樂人米津玄師則作曲填詞並製作了這首《紅辣椒》來參與該項目。 《紅辣椒》不僅完成了“NHK 2020應援Song Project”的要求，同時被東京奧運帕運組委會認定為“2020東京公認計劃”之一。

### 伴奏團隊
- 米津玄師：吉他、和聲歌手
- 厚海義郎：貝斯
- 崛正輝：爵士鼓

### 收錄內容
| 曲序     | 曲目                              | 时长 |
| -------- | --------------------------------- | ---- |
| 1.       | 紅辣椒（NHK《大家的歌》聯名歌曲） | 3:28 |
| 2.       | 紅辣椒（伴奏）                    | 3:16 |
| 总时长： | 总时长：                          | 6:44 |

| DVD（初回盤收錄內容） | DVD（初回盤收錄內容）         |
| 曲序                  | 曲目                          |
| --------------------- | ----------------------------- |
| 1.                    | 紅辣椒（音樂錄影帶（第1版）） |
| 2.                    | 紅辣椒（舞蹈教學）            |
| 3.                    | 紅辣椒（音樂錄影帶（第2版）） |

## 製作背景
NHK就“NHK 2020應援Song Project”向米津玄師發出了邀請，但是米津對此產生了疑慮。米津認為自己以前創作的歌曲與那些“通俗易懂的應援歌曲”是大相徑庭，因此覺得“我有可能做好這樣的歌曲嗎”？不過米津又認為“通過製作這樣的音樂或許能抵達新的境界”，故而他接受了邀請。為了這首歌曲，NHK方面給出了諸如“便於演唱和跳舞的應援歌曲”、“歌手是您以外的其他人”、“演唱者並非知名人士”等限定關鍵詞。於是，米津就以並非自己而由另一位不知名歌手演唱的“針對兒童可以演唱和跳舞的應援歌曲”為主題開始了創作。
在創作《紅辣椒》之前，米津為他人所創作的歌曲大多是與知名歌手合作，例如：《灰色與青》（菅田將暉）、《打上花火》（DAOKO）、《fogbound》（池田依來沙）等，因此他並沒有想過要對自己這次創作的歌曲進行演唱者面試的事情。最初，米津並沒有可以挑選小學生組成演唱組合的想法；但是報名參加面試的人們中約有150名年齡在18歲以下的未成年人。在面試他們的時候，米津發現那些沒有沾染卡拉OK演唱風格和手勢的孩子更富魅力。他首先選中了兩個性格互為極端的孩子，一個是性格純真且嗓音野性而純樸的銀嗓子吉田日向；另一個則是擁有優等生氣質且聲音充滿勇敢並音質不錯的萌妹住田萌乃。隨後，米津根據自己所了解的漫畫和樂隊，想象出“由大約5個人組成，成員之間將互相產生影響”的演唱組合雛形；並選定了“草帽海賊團”作為性格參考形象來選擇剩餘的成員。最後，楢原嵩琉、池下璃璃子、新津知世等三人被選中。
面試的時候，米津並沒有指定試唱的歌曲，但他卻依然通過面試確定了5個孩子。米津帶著這5個孩子返回他在德島縣山中的祖父母家；他和孩子們在山中遠足、河中嬉戲，將自己童年的回憶投射到這些孩子身上。米津還是小學生的時候就很喜歡音樂，當他現在創作給孩子的音樂時就很肯定決不能讓孩子們去演唱那些逢迎成年人的歌曲，而應該讓他們唱那些有趣的歌曲。他會思考“這些真的可以讓孩子們演唱麼？”、“如果孩子們演唱的話，那就最好是這樣”，而不是將“27歲的我認為是最好的”強加給這些孩子。孩提時代的不信任感、面對雄壯應援歌而產生的簡單排斥感、在森林裡奔跑的孩子們、在田舍之間遊玩的鄉下孩童們……通過這些場景構建起來的“小小物語”般的童謠和風土人情，以懷舊的形式在NHK的宏大背景下展現的應援歌； 在長大成人之後想起孩提時代的這首歌，再次唱響這首給自己應援的應援歌。
在決定這支演唱組合的名字時，米津認為“組合的名字應該小巧而不是宏大”，特別是感覺要剛剛好。而在觀看這五個孩子的舞蹈，覺得仿佛“風鈴”一般，於是定下了組合名“Foorin”。 歌曲標題的獨特語感加上紅甜椒粉的流行，因為這種可愛而定名為《紅辣椒》。除此之外，並沒有什麼特別的意義。歌曲的標題仿佛來自兒童繪本裡某個荒唐不羈的幻想世界，而音樂所要表達的情感正好就是這種無法用理智去解釋的感覺。
成員們的發聲訓練由工作人員負責，而米津則從錄音環節開始接手工作。從練習成功和成長速度的快慢來看，除了對副歌“Paprika”部分進行了特別指導之外，其餘部分都沒有太多修改，因而錄音非常順利地完成了。歌曲的舞蹈編排則交給了與米津有長期合作並十分信賴的好朋友辻本知彥和菅原小春負責。在示範了歌曲的演唱之後，米津還對歌曲進行了講解，但具體的舞蹈設計則交由兩人去思考。在副歌“Paprika”部分，米津希望“老奶奶也可以在被爐中一起共舞”，實現“從孩子到老人都可以一起跳舞”的目的。 為了營造一種“小小的氣氛”，歌曲的前後與間奏都加入了在舞蹈課時偷錄的猜拳等對話聲音。

## 發行過程
《紅辣椒》在日本於2018年8月13日以數字單曲提供網絡下載和網絡訂閱兩種形式的預先發行；隨後在8月15日正式通過Sony Music Records旗下的MASTERSIX FOUNDATION廠牌發行實體唱片。《紅辣椒》的實體唱片分為通常版和限定版兩個形式，限定版為CD加DVD。
為米津玄師負責現場及音樂錄像帶製作的藝術家加藤隆史擔任了這張單曲的封套設計。 限量版單曲唱片所附送的DVD內包含了單曲的兩個版本的音樂錄影帶內容，以及舞蹈編排辻本知彦與菅原小春的舞蹈教學視頻；同時還附有海報式歌詞卡以及《大家的歌》曲譜。
由於這張單曲禁止盈利目的的銷售，因此單曲的售賣所得及米津玄師應得的版稅分成全部捐獻給了日本體育振興中心的“體育振興基金”，用於培養下一代運動員。
單曲發佈後，除了在發行首週取得Billboard Japan Hot 100周榜第23名的成績之外，其餘時間基本在100名之外的榜外活動。直至該首單曲獲選參與2018年年底的第69回NHK紅白歌合戰，因此引爆了話題討論。2019年1月，這首單曲從百名之外重新進入Billboard Japan Hot 100榜單內。這首單曲在數位音樂發行（含下載及流媒體試聽）、CD銷售、KTV點播等多個榜單都獲得較高排名，並長期盤踞在榜內。

### 衍生節目
NHK針對這首歌曲在NHK教育頻道開闢了這檔名為《NHK 2020應援歌曲項目“紅辣椒”》的節目。節目從2019年4月1日起，每週一至週五在16:44到16:45播出。《NHK 2020應援歌曲項目“紅辣椒”》定位為兒童教育節目，在這個長度1分鐘的節目裡，會由時下流行的人氣人物和節目演出者一起唱跳《紅辣椒》。同時，節目週一到週五還會有特別主題。週一為“與Foorin共舞”、週二為“1分鐘節目轉播”、週五則是“每個人的舞蹈”和“每個人的夢想”交替。

### 宣傳推廣
《紅辣椒》在正式發行前，首先在NHK綜合頻道2018年7月24日播出的特別節目《內村五環宣言～TOKYO 2020開幕2週年前SP～》中披露。歌曲由新組建的小學生組合Foorin演唱， 並與2020年夏季奥林匹克运动会和2020年夏季帕拉林匹克運動會的吉祥物未來永遠郎和染井吉共同出演。 此外，舞蹈版音樂錄影帶於7月19日在YouTube上公開；而名為世界觀的劇情版音樂錄影帶則在8月10日公開。
NHK隨後將這首歌列為《大家的歌》2018年8月和9月的月度歌曲。在電視播出的時候，除了有播送Foorin的“舞蹈版”之外，還播送了與未來永遠郎和染井吉合作的“吉祥物版”。而到了2019年的8月和9月，NHK再度將這首歌以《紅辣椒 Foorin版》的名義作為這兩個月的月度歌曲並再次播送。
自2018年以來，在日本各都道府縣都陸續舉辦了“大家的歌 跟隨《紅辣椒》一起跳舞吧！”的活動。

### 紅白登場
在2018年12月31日播出的《第69回NHK紅白歌合戰》中，Foorin演唱著《紅辣椒》在企劃單元“夢之Kids Show～在平成結束之前～”中登場。和他們一起登場的還有與媽媽同樂、咿呀咿呀家族、松田聖子、King & Prince、Sexy Zone、AKB48、乃木坂46、櫸坂46等人，他們在角落裡的演出引發了當時的熱門討論。
而在2019年12月31日播出的《第70回NHK紅白歌合戰》中，Foorin將帶著《紅辣椒》正式登場， 他們將和演唱《紅辣椒》英語版《Paprika Foorin team E version》的Foorin team E共同演出《紅辣椒－紅白特別版－》。 Foorin team E的成員克拉拉（Clara）登場時年僅6歲，打破了2011年在《第62回NHK紅白歌合戰》以7歲年齡登場的蘆田愛菜所創下的“NHK紅白歌合戰最小年齡登場者”的記錄。

## 獎項榮譽
第61屆日本唱片大獎的提名工作在2019年11月18日完成，《紅辣椒》被提名日本唱片大獎優秀作品獎； 並最終於2019年12月30日獲得“第61屆日本唱片大獎”的日本唱片大獎。 同時，Foorin成為獲得該獎項的最年輕獲獎者。

### 所獲獎項
- MTV日本音樂錄影帶大獎 2019年特別獎[30][31]

- 日本唱片大獎 第61屆唱片大獎[12]

## Foorin簡介
Foorin（日语： Fūrin）是日本一支由中小學生組成的男女混聲合唱音樂組合。他們通過參加NHK所主辦的“NHK 2020應援歌曲項目”的選拔而組成，出道單曲為該項目的應援歌曲《紅辣椒》。他們的組合名是由出道單曲的詞曲作者兼製作人米津玄師所取，理由是他們唱歌和跳舞的時候和風鈴非常相似。

### 腳註
1. 1 2  組合組成時均為小學生。[3][4]
2. ↑  提名“日本唱片大獎優秀作品獎”意味著有機會贏得“日本唱片大獎”；而其他未獲得大獎的提名者將獲得“優秀作品獎”。
3. ↑  Foorin也是日本唱片大獎歷史上首支獲得大獎的組合全員均為21世紀出生的音樂組合。成員具體年紀可以參看Foorin。
4. ↑  重音落在上。[33]

### 出典
1. ↑  . 日本唱片協會. 2019-08  [2019-12-14]. （原始内容存档于2015-11-05） （日语）.
2. ↑  . 日本唱片協會. 2019-11  [2019-12-14]. （原始内容存档于2015-11-05） （日语）.
3. 1 2 3 4 5  . 產經新聞.   [2020-01-11]. （原始内容存档于2021-02-07）.
4. ↑  . 妞新聞.   [2020-01-11]. （原始内容存档于2020-09-29）.
5. 1 2  栗本斉. . Billboard Japan.   [2020-01-11]. （原始内容存档于2021-01-14）.
6. ↑  . Oricon News.   [2020-01-11]. （原始内容存档于2021-01-14）.
7. 1 2  兼松康. . 產經新聞.   [2020-01-11]. （原始内容存档于2021-01-14）.
8. ↑  柴那典. . 北青網. 北京青年報.   [2020-01-11]. （原始内容存档于2020-04-30）.
9. ↑  石黒隆之. . 女子SPA.   [2020-01-11]. （原始内容存档于2021-01-16）.
10. ↑  . Modelpress.   [2020-01-11]. （原始内容存档于2021-01-14）.
11. ↑  . 新浪網.   [2020-01-11]. （原始内容存档于2020-01-11）.
12. 1 2 3 4  . Oricon News.   [2020-01-11]. （原始内容存档于2021-01-14）.
13. ↑  . Natalie.   [2020-01-11]. （原始内容存档于2021-02-25）.
14. ↑  . Natalie.   [2020-01-11]. （原始内容存档于2021-01-23）.
15. ↑  . 体育日本.   [2020-01-11]. （原始内容存档于2021-01-14）.
16. 1 2  . NHK在線. 日本廣播協會.   [2020-01-11]. （原始内容存档于2021-01-19）.
17. 1 2 3 4 5 6 7 8  柴那典. . Mynavi（日语：マイナビ）.   [2020-01-12]. （原始内容存档于2021-01-25）.
18. ↑  森山未來. . Tokyo FM.   [2020-01-12]. （原始内容存档于2021-01-14）.
19. 1 2 3  . Music.jp. 2018-08-14  [2020-01-13]. （原始内容存档于2018-08-14） （日语）.
20. 1 2 3  . 淘兒唱片.   [2020-01-13]. （原始内容存档于2021-01-14）.
21. ↑  . 體育日本. 2018-07-25  [2020-01-13]. （原始内容存档于2018-07-25） （日语）.
22. ↑  . Natalie.   [2020-01-14]. （原始内容存档于2021-01-14）.
23. ↑  . Modelpress.   [2020-01-14]. （原始内容存档于2021-01-14）.
24. ↑  . TheTV.   [2020-01-14]. （原始内容存档于2021-01-14）.
25. ↑  . 淘兒唱片.   [2020-01-14]. （原始内容存档于2020-01-14）.
26. ↑  . 產經體育.   [2020-01-14]. （原始内容存档于2021-04-30）.
27. ↑  . 體育報知.   [2020-01-14]. （原始内容存档于2021-01-14）.
28. ↑  . RockinOn.   [2020-01-14]. （原始内容存档于2021-04-18）.
29. ↑  . 日刊體育.   [2020-01-14]. （原始内容存档于2021-01-14）.
30. ↑  . MTV Japan.   [2020-01-14]. （原始内容存档于2021-01-14）.
31. ↑  . Oricon News.   [2020-01-14]. （原始内容存档于2021-01-14）.
32. ↑  Foorin、9月27日をもってメンバー全員卒業 （页面存档备份，存于） - 音楽ナタリー.2021年7月19日閲覧。
33. ↑  . Oricon News.   [2020-01-14]. （原始内容存档于2021-01-14）.